# 알타이인

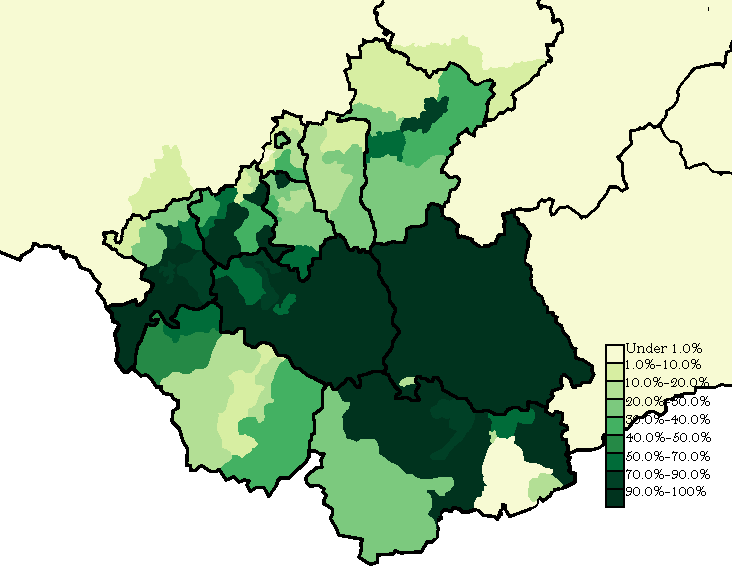
알타이 공화국과 주변 지역의 알타이인 인구 비율

알타이인(알타이어: Алтай-кижи, Алтайлар)은 러시아 알타이 공화국에 주로 거주하는 튀르크계의 시베리아 원주민족이다. 인구는 약 8만 명으로, 그 중 대부분이 거주하는 러시아 밖에도 수천 명의 알타이인이 몽골과 중국 신장의 알타이 지구에 거주하나, 중국에서는 정부에 의해 공인되지 않은 집단으로 남아 있으며 "오이라트"라는 이름으로 기재된다. 카자흐스탄에도 약 200명이 거주한다. 다른 명칭으로 텔레, 카라 타타르, 오이라트 등이 있다.
알타이인은 실제로는 여러 하위 민족 집단으로 이루어진 대분류로, 크게 남부 알타이인과 북부 알타이인으로 나눌 수 있다. 남부 알타이인에는 고유 알타이족(Altai-Kizhi), 텔레우트족(Teleut), 텔렝기트족(Telengit)이 포함되며, 북부 알타이인에는 첼칸족(Chelkan), 쿠만딘족(Kumandin), 투발라르족(Tubalar)가 포함된다.

## 문화
언어는 튀르크어족 계통의 알타이어를 사용하는데 남북 방언 차이가 커서 남부 민족들이 쓰는 남부 알타이어와 북부 민족들이 쓰는 북부 알타이어의 2개 언어로 구분하는 경우가 많다.
전통적으로 알타이 샤머니즘 신앙을 믿어왔으며 19세기에 불교와 러시아 종교회의 선교 시도가 있었으나 대체로 성공적이지 못했다. 1904년부터는 부르칸교라는 독특한 신앙 운동이 알타이인 사이에 퍼지기 시작했으나 볼셰비키가 권력을 얻으며 탄압을 받아 크게 약화되었다. 최근에는 부르칸교와 샤머니즘의 부흥이 돋보이는데, 한 조사에 따르면 최대 87%의 알타이인이 샤머니즘 등 "토착 신앙"을 유지하고 있으며 이외에 약 11%의 러시아 정교 신자, 약 2%의 티베트 불교 신자가 있다.

## 역사
명확한 기원은 불명이며, 알타이 지역은 고대에 차례로 스키타이, 흉노, 유연, 돌궐, 위구르 제국, 예니세이 키르기스 등의 영향권에 있었다. 남부 알타이인은 킵차크족이 몽골족과 섞여 형성된 한편, 북부 알타이인은 튀르크족이 사모예드족, 케트족 등의 시베리아 민족들과 섞여 형성된 것으로 추정된다.
13세기부터 18세기까지 알타이인은 정치적, 문화적으로 몽골의 영향을 강하게 받았다. 북원 시대에 몽골인들은 이들을 "텔렝기드"라고 불렀으며 16세기에 서몽골의 오이라트 4부족 연맹에 합병되었다. 18세기 준가르 칸국이 멸망하고 나서는 청나라에 복속하여 인근의 오이라트 몽골족과 함께 "알타이 우량카이"의 일부로 여겨졌다. 한편 18세기부터 러시아가 이 지역으로 확장하며 이들과 접촉이 시작되었고 1864년부터는 알탄 누르가 공식적으로 러시아의 영토가 되었다. 러시아 혁명이 일어나고 1918년 알타이인들은 카라코룸 정부를 세워 독립 국가를 형성하려 시도하고 멘셰비키 측을 지원했으나, 내전이 볼셰비키의 승리로 끝나고 이오시프 스탈린의 통치가 시작되며 이들은 잠재적인 "반혁명 분자"로 여겨져 탄압을 받았다. 소련의 산업화 이후 상당한 규모의 러시아인들이 이 지역으로 이주해 왔으며 21세기 초 알타이 공화국 인구 중 알타이인 비율은 약 31%이다.

## 같이 보기
- 알타이 공화국
- 알타이어